# بونس (بورتوريكو)
بونس، بورتوريكو هي مدينة، وبلدية في بورتوريكو، بلغ عدد سكانها 166٬327 نسمة، في 2010، تبلغ مساحتها 118٫562045 كيلومتر مربع.

## توأمة
لبونس، بورتوريكو اتفاقيات توأمة مع:
- سرقسطة

## أعلام
- أورلاندو ماكفرلين
- ديفيد زياس
- ميشيل مارتيل
- بلاس س. سيلفا باوتشر
- خوسيه توريس